# Stethojulis

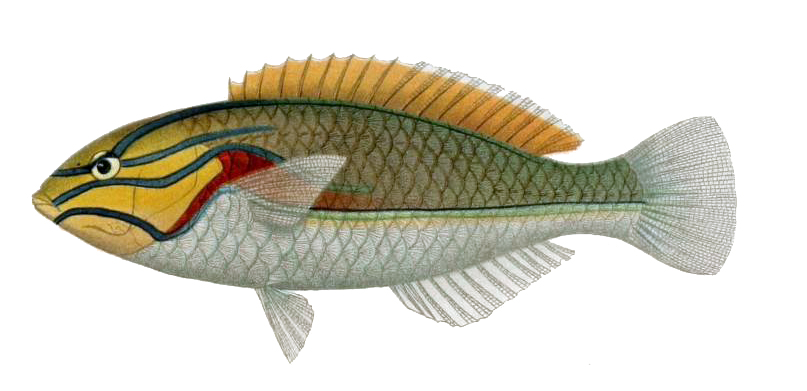
Stethojulis bandanensis

 Stethojulis  es un género de peces de la familia de los Labridae y del orden de los Perciformes.

## Especies
Existen 10 especies de este género, de acuerdo con FishBase:
- Stethojulis albovittata (Bonnaterre, 1788)[3]
- Stethojulis balteata (Quoy & Gaimard, 1824)[4]
- Stethojulis bandanensis (Bleeker, 1851)[5]
- Stethojulis interrupta (Bleeker, 1851)[5]
- Stethojulis maculata Schmidt, 1931[6]
- Stethojulis marquesensis Randall, 2000[7]
- Stethojulis notialis Randall, 2000[7]
- Stethojulis strigiventer (Bennett, 1833)[8]
- Stethojulis terina Jordan & Snyder, 1901[9]
- Stethojulis trilineata (Bloch & Schneider, 1801)[10]